# Капонир
Капонѝрът е ниско огнево фортификационно съоръжение построено в ров или зад естествено препятствие. Ровът ограничава щурмуващите войници в анфиладно подреждане спрямо капонира което значително увеличава ефикасността на отбранителния огън. Стрелбата от капонира се извършва през множество бойници.
Копонирите обикновено се изграждат на дъното на ров обграждащ крепостна стена и са свързани с вътрешността чрез проход в стената или чрез подземен тунел.

## Фотоалбум
- Капонир на Форт Наполеон в Остенде, Белгия
- Капонир на Кулата на св. Лукиан, Малта
- Капонир, Вавел, Полша
- Капонир на Варшавската цитадела, Полша